# Zasoby pieniężne
Zasoby pieniężne – środki pieniężne zgromadzone przez określony podmiot ze źródeł jego przychodów, pozostające w jego dyspozycji (czyli jeszcze niewydane).